# We Can't Stop
We Can't Stop is een lied van de Amerikaanse actrice en zangeres Miley Cyrus. Het nummer is geschreven door Ricky Walters, Douglas Davis, Theron Thomas, Timothy Thomas, Miley Cyrus, Pierre Ramon Slaughter en Mike L. Williams II. Het lied is op 3 juni 2013 als download uitgebracht.

## Tracklist
| Soort geluidsdrager | Uitgebracht | Tracks        | Duur |
| ------------------- | ----------- | ------------- | ---- |
| Download            | 03-06-2013  | We Can't Stop | 3:52 |

## Hitnoteringen
| Hitlijst               | Datum van binnenkomst | Hoogste positie | Aantal weken | Laatste notering |
| ---------------------- | --------------------- | --------------- | ------------ | ---------------- |
| Single Top 100         | 08-06-2013            | 48              | 22           | 16-11-2013       |
| Nederlandse Top 40     | 20-07-2013            | tip 4           |              | 07-09-2013       |
| Vlaamse Ultratop 50    | 29-06-2013            | 20              | 17           | 19-10-2013       |
| Waalse Ultratop 50     | 20-07-2013            | 11              | 19           | 23-11-2013       |
| Australische Top 50    | 23-06-2013            | 4               | 19           | 27-10-2013       |
| Deense Top 40          | 14-06-2013            | 11              | 17           | 11-10-2013       |
| Duitse Top 100         | 03-08-2013            | 16              | 12           | 19-10-2013       |
| Finse Top 20           | 03-08-2013            | 15              | 7            | 14-09-2013       |
| Franse Top 200         | 15-06-2013            | 26              | 32           | *                |
| Nieuw-Zeelandse Top 40 | 10-06-2013            | 1               | 18           | 07-10-2013       |
| Noorse Top 20          | 29-06-2013            | 3               | 18           | 26-10-2013       |
| Oostenrijkse Top 75    | 26-07-2013            | 8               | 23           | 17-01-2014       |
| Spaanse Top 50         | 09-06-2013            | 5               | 30           | *                |
| UK Singles Chart       | 17-08-2013            | 1               | 25           | *                |
| Billboard Hot 100      | 22-06-2013            | 2               | 26           | 14-12-2013       |
| Zweedse Top 60         | 28-06-2013            | 5               | 29           | 17-01-2014       |
| Zwitserse Top 75       | 07-07-2013            | 19              | 20           | 24-11-2013       |